# Великий бурштин
«Великий бурштин» (латис. «Lielais dzintars») — латвійська радянська двохсерійна музична комедія режисера  Алоїза Бренча, знята на  Ризькій кіностудії в 1971 році.

## Сюжет
Молодіжний естрадний ансамбль не зміг через нельотну погоду вчасно потрапити на конкурс пісні, що проходив в Ризі. Перше місце не було присуджено нікому і впевнені в перемозі музиканти роблять все можливе, щоб зібрати для повторного прослуховування членів журі, що встигли роз'їхатися.
Пошуки ускладнюються тією обставиною, що солістка ансамблю Майга ревнує свого нареченого Арвіда до секретаря конкурсного журі Жермени Павлівні, що допомагає музикантам знайти своїх колег. Розділившись на дві групи, вони встигли побувати в кафе «Сігулда», на конкурсі бального танцю і на святі рибалок в юрмальському колгоспі.
Після низки кумедних пригод, автомобільних погонь і пропажі заповітної коробки з головним призом все закінчується благополучно. Журі зібралося в повному складі, ансамблю присудили перемогу і помирившись Майга з Арвідом задумалися про швидке весілля.

## У ролях
- Наталія Дугіна —  Майга Лапіня, солістка ансамблю «Янтарь»
- Микола Стрелецький —  Арвід Роя, керівник ансамблю «Янтар»
- Ольга Аросєва —  Жермена Павлівна, секретар журі конкурсу
- Борис Рунге —  Антон Бук, представник Будинку культури
- Олександр Бєлявський —  Леон Бубік, адміністратор ансамблю «Янтарь»
- Олексій Полєвой —  Міккі, голова журі
- Сергій Філіппов —  диригент, член журі конкурсу
- Борис Січкін —  музичний критик, член журі конкурсу
- Олексій Смирнов — виконав ролі:  портьє, завзалом кафе «Сігулда», коптильник салаки, барабанщика на святі рибалки
- Харій Місіньш — епізод
- Ольга Леяскалне — епізод
- Дзідра Рітенберга —  Сирена Марківна, дружина голови журі
- Надія Рєпіна —  друга солістка ансамблю «Янтарь»
- Гунарс Плаценс — епізод

## Знімальна група
- Автор сценарію: Язеп Османіс, Алоїз Бренч
- Режисер-постановник: Алоїз Бренч
- Композитор: Раймонд Паулс
- Оператор-постановник: Генріх Піліпсон
- Художник-постановник: Хербертс Лікумс